# Abdullah Al-Khayyal
Abdullah Al Khayyal fue un diplomático saudí.
- En 1932 fue secretario privado del entonces Ministro de Asuntos Exteriores, Faisal bin Abdelaziz.
- En 1941 fue director general de las escuelas, el este de Arabia Saudita y direcotr de la escuela Central en el en:Al-Ahsa Governorate.
- En 1943 fue segundo secretario de legación en Bagdad.
- En 1945 fue primer secretario de legación y Encargado de negocios en Bagdad.
- De 1947 a 1955 fue ministro de legación Plenipotenciario en Bagdad (Irak).
- De 1955 a 1957 fue representante permanente saudi ante la Sede de la Organización de las Naciones Unidas.
- De 1955 a 1963 fue embajador en Washington D. C. con coacredición en la Ciudad de México y La Habana.
- Fue Jefe del Departamento de Obras Públicas y presidente del Centro Islámico de Washington y Viena.
- De 1977 a 1983 fue embajador en Viena.
- Confió a en:Richard Lugner el establecimiento del en:Vienna Islamic Centre.[1]